# Lago di Afframont
Il lago di Afframont (1.986 m s.l.m.) si trova in Val d'Ala nel comune di Balme (TO).

## Toponimo
L'origine del nome è da ricollegarsi a Lac fra Mount ovvero "lago fra i monti", vista la sua posizione incastonata nell'anfiteatro roccioso dominato dal Bec del Fausset.

## Accesso
Il lago è raggiungibile a piedi tramite un sentiero che parte dalla località Villaggio Albaron, frazione di Balme. Il tempo di salita è stimato in 1 ora e 45 minuti.